# Santaferia
Santaferia es una agrupación de nueva cumbia creada en Santiago, Región Metropolitana en 2006.

## Reseña
Sus inicios se remontan al invierno de 2006, cuando a la banda llamada La Familia Iskariote se incorporaron algunos nuevos integrantes para finalmente formar Santaferia. Su nombre hace alusión a la diversidad de las ferias en el mundo.
Tocan nueva cumbia chilena en un estilo que ellos denominan «cumbia casera», combinando elementos en una fusión de cumbia, cumbia villera argentina y otros estilos latinoamericanos. Se diferencian de la cumbia villera por las temáticas abordadas principalmente el mundo popular, desde el borracho, el fútbol y la hinchada, el amor y el desamor. Dos de los temas más conocidos son «Mariajuana» y «Sákate 1» que abordan el tema del consumo de marihuana. También en el primer disco se encuentra el tema «Don Satán» que hace alusión al presidente de Chile en ese entonces Sebastián Piñera y como protesta a cómo se hacen las cosas en el país.
La banda es conocida por la energía y autenticidad que muestra en escena. Es habitual de los escenarios de la Fonda Permanente, el Galpón Víctor Jara, el Bar Las Tejas, la Maestra Vida, así como festivales, tocatas, manifestaciones y protestas en todo Chile.
En 2016 cumplieron 10 años de vida y lo celebraron con un concierto con 13 000 asistentes en el Movistar Arena. Adicionalmente, fueron anunciados como parte de la parrilla de Lollapalooza Chile de principios de 2018 y como parte del cartel del Festival del Huaso de Olmué 2018 y 2023.

## Libro biográfico
En el «Club Chocolate» en diciembre de 2016, se lanzó el libro Santaferia la ruta del huracán, escrito por Cristóbal González, exbaterista del grupo Santo Barrio. El libro contiene anécdotas e historias rescatadas de los primeros diez años de carrera de la banda.

## Encuestas
Según encuestas realizadas en 2019 a personas de entre 14 y 25 años, las preferencias de quienes escuchan cumbia son lideradas por Santaferia (43 %), Villa Cariño (16 %), La Combo Tortuga (14 %), Noche de Brujas (11 %), Moral Distraída (6 %) y otros (10 %).[cita requerida]

## Miembros

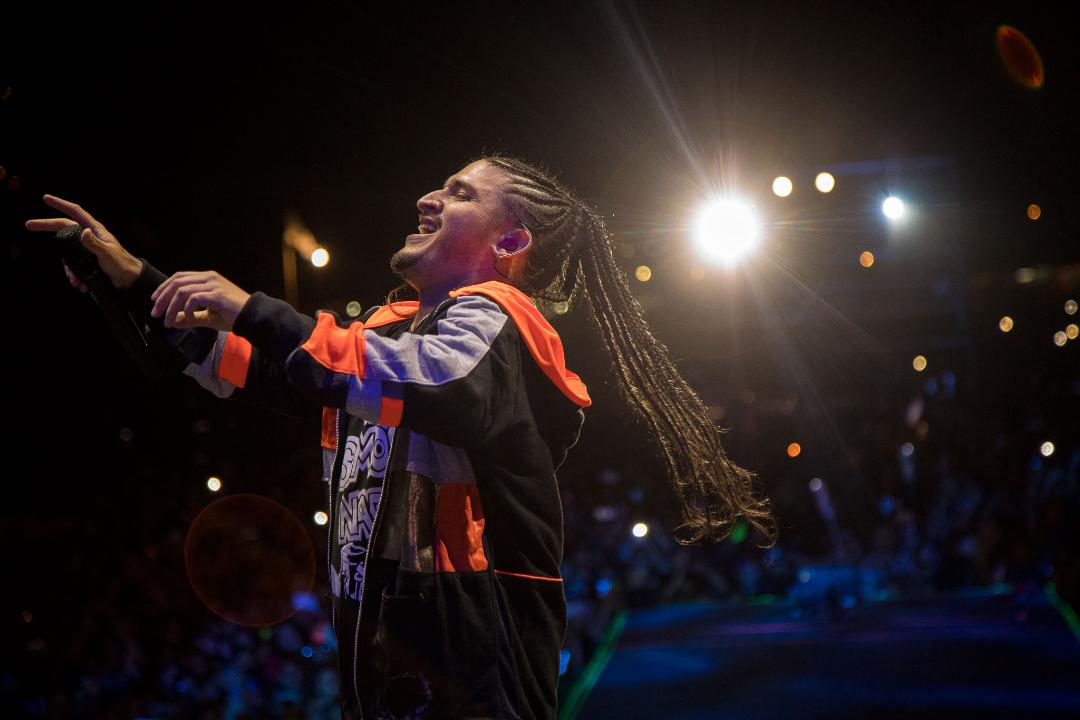
Pollo González, vocalista de Santaferia

- Alonso "Pollo" González: vocalista
- Nicolas "Schala" Schlein: timbales
- Ricardo "Richi" Fuentes: güiro y percusión
- Rodrigo "Cogollo" González: bajo y coros
- Mauricio Lira: guitarra y coros
- Ariel Carrasco: teclado, charango y coros
- Francisco Vílchez: trombón
- Diego Muñoz: saxofón barítono
- Ignacio Rossello: trompeta
- Aldo Díaz: trompeta
- Gonzalo Foure: congas y timbal bahiano

## Discografía

### Álbumes
Sus álbumes son:
- 2011: Le traigo cumbia
- 2013: Lo que va a pasar
- 2017: En el ojo del huracán
- 2021: Cumbia casera
- 2022: Desafiándolo todo

### EP
- 2015: Haciendo nada

### Compilaciones
- 2018: Hasta el sol te seguiré

### Sencillos
- 2018: Algún día volverás
- 2018: Red Red Wine
- 2019: Mariajuana (junto con Los Vásquez)
- 2020: "María" (junto con Los Mirlos)
- 2022: "Que te vaya bien" (junto con Zúmbale Primo)